# 阿勒泰體育會
阿勒泰體育會一家土耳其職業足球俱樂部，位於伊茲密爾市，成立於1914年，綽號Büyük Altay（大阿勒泰）。
在國內，球會曾三次獲得超級聯賽的第三名，並兩次贏得土耳其盃。他們以14次保持著伊茲密爾足球聯賽冠軍次數最多的記錄。

## 榮譽

### 本土聯賽
- 土耳其足球超級聯賽
  -  季軍（3） :  1956–57, 1969–70, 1976–77
- 土耳其足球錦標賽
  -  亞軍（2） : 1934, 1951
- 土耳其甲組足球聯賽
  -  冠軍: (1): 2001–02
  -  亞軍: 1983–84, 1990–91
- 土耳其足協杯
  -  冠軍:: 2006–07
  -  亞軍: 1963–64

### 本土盃賽
- 土耳其杯
  -  冠軍: (2): 1966–67, 1979–80
  -  亞軍 (5): 1963–64, 1967–68, 1971–72, 1978–79, 1985–86
- 土耳其超級杯
  -  亞軍 (2): 1967, 1980
- 土耳其首相杯
  -  亞軍 (3): 1972, 1979, 1986